# Lasioserica nudosa
Lasioserica nudosa är en skalbaggsart som beskrevs av Ahrens 1996. Lasioserica nudosa ingår i släktet Lasioserica och familjen Melolonthidae. Inga underarter finns listade i Catalogue of Life.